# (74442) 1999 CJ9
1999 سي جاي 9 (ويعرف أيضًا باسم (74442) 1999 سي جاي 9 وفق تسمية الكوكب الصغير) (بالإنجليزية: 1999 CJ9)‏ هو كويكب ضمن حزام الكويكبات؛ وترتيبه 74442 من حيث الاكتشاف.
اكتُشف هذا الجُرم الفلكي بواسطة Nobuhiro Kawasato ‏ في 8 فبراير 1999.

## وصلات خارجية
- (74442) 1999 CJ9 في قاعدة بيانات مختبر الدفع النفاث لأجرام النظام الشمسي الصغيرة

- الاكتشاف · مخطط المدار ·  العناصر المدارية · المعلمات المادية

- (74442) 1999 CJ9 على موقع ويكي سكاي: DSS2, SDSS, GALEX, IRAS, Hydrogen α, X-Ray, Astrophoto, Sky Map, Articles and images